# Distriktsrabbinat Burgkunstadt
Das Distriktsrabbinat Burgkunstadt entstand nach den Vorschriften des bayerischen Judenedikts von 1813 um 1825 in Burgkunstadt, einer Stadt im Landkreis Lichtenfels im nördlichen Bayern.
Nach dem Tod des Distriktsrabbiners Eduard Goitein im Jahre 1914 wurde das Distriktsrabbinat Burgkunstadt 1915 in das Distriktsrabbinat Bayreuth inkorporiert.

## Aufgaben
Die Aufgaben umfassten Beratungen über Schulangelegenheiten, die Verwaltung von Stiftungen und die Verteilung von Almosen. Zur Finanzierung der Distriktsrabbinate wurden Umlagen von den einzelnen jüdischen Gemeinden bezahlt.

## Gemeinden des Distriktsrabbinats
- Jüdische Gemeinde Altenkunstadt
- Jüdische Gemeinde Aschbach (von 1906 bis 1914)
- Jüdische Gemeinde Burgkunstadt
- Jüdische Gemeinde Ebneth
- Jüdische Gemeinde Fassoldshof
- Jüdische Gemeinde Maineck
- Jüdische Gemeinde Weidnitz

## Distriktsrabbiner
- 1798 bis mindestens 1824: Löb Kips (Leb ben Schmul Kips / Löb Reckendorfer) (* 1756; gest. 1835)
- 1835 bis 1844: Leopold Stein (* 1810; gest. 1882)
- 1845 bis maximal 1878: Löw Traub (* um 1810 in Burgpreppach; gest. 1878 in Burgkunstadt)
- 1880 bis 1885: Dr. Siegmund Flaschner (* 13. September 1844; gest. 3. September 1914)
- 1886 bis 1896: Dr. Joseph Cohn (* 7. Dezember 1850, wechselte nach Eschwege; gest. 1948 in Jerusalem)
- 1897 bis 1914: Eduard Goitein (* 26. August 1864; gest. 6. März 1914)